# Trace Coquillette
Pour les articles homonymes, voir coquillette.
Trace Robert Coquillette (né le 4 juin 1974 à Carmichael, Californie, États-Unis) est un ancien joueur professionnel de baseball.
Il évolue comme joueur de troisième but et de deuxième but pour les Expos de Montréal de la Ligue majeure de baseball lors des saisons 1999 et 2000. 
Choisi au 10e tour de sélection par les Expos au repêchage amateur de juin 1993, Trace Coquillette fait ses débuts avec Montréal le 7 septembre 1999 et dispute 51 matchs au total, le dernier le 1er octobre 2000. Il réussit 25 coups sûrs dont un circuit avec le club montréalais, récolte 12 points produits et affiche une moyenne au bâton de ,231. 
Il quitte l'organisation des Expos après la saison 2000 et évolue par la suite en ligues mineures de 2001 à 2005.